# Place de la République (Reims)
Pour les articles homonymes, voir Place de la République.
La place de la République est une place située en plein cœur de Reims. En son centre se dresse la Porte de Mars.

## Situation et accès
Elle est reliée à l'avenue de Laon, le boulevard Joffre, le boulevard des 7 et 8 mai 1945, le boulevard Desaubeau, le boulevard Jules-César, la rue du Général-Sarrail, la rue Henri-IV, la rue de Mars, la rue du Champ-de-Mars . Elle est aussi en contact avec les Hautes-Promenades, le monument aux morts de la guerre de 14-18 et celui de 1945.

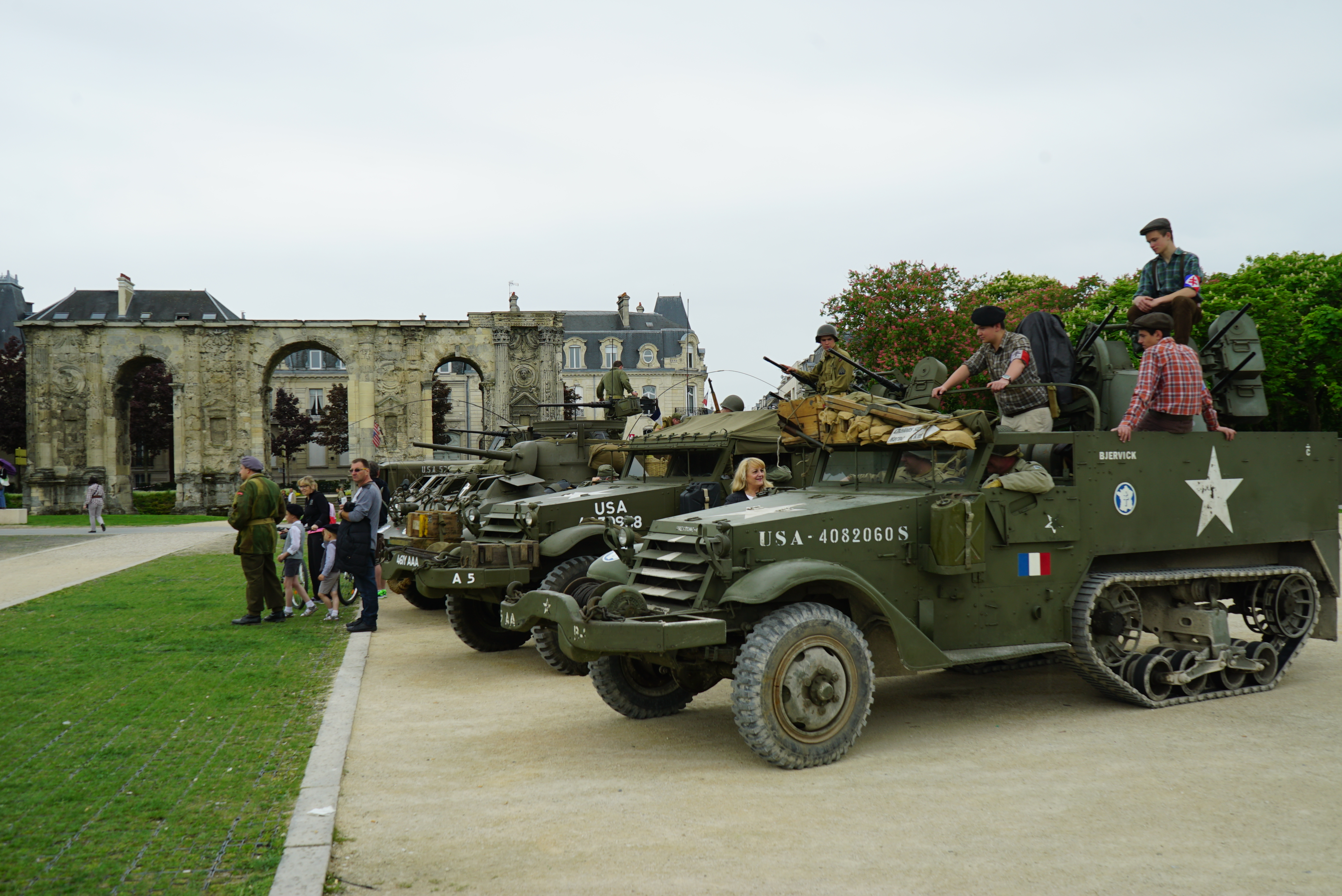
Commémoration de la capitulation de 1945 devant la porte de Mars.
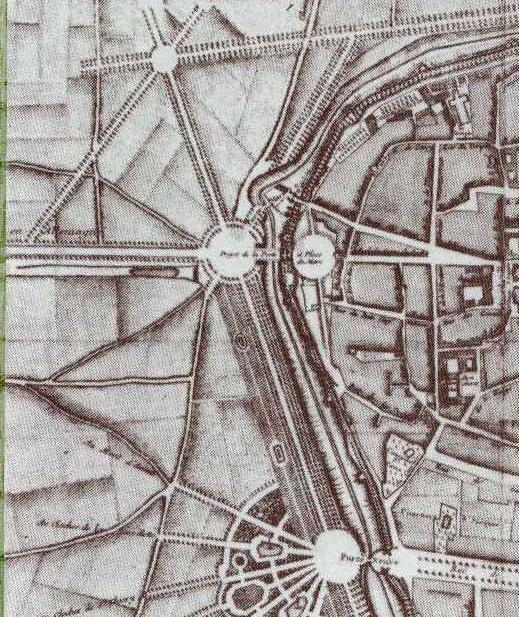
La place sur le plan Legendre, avant l'arrivée du train.
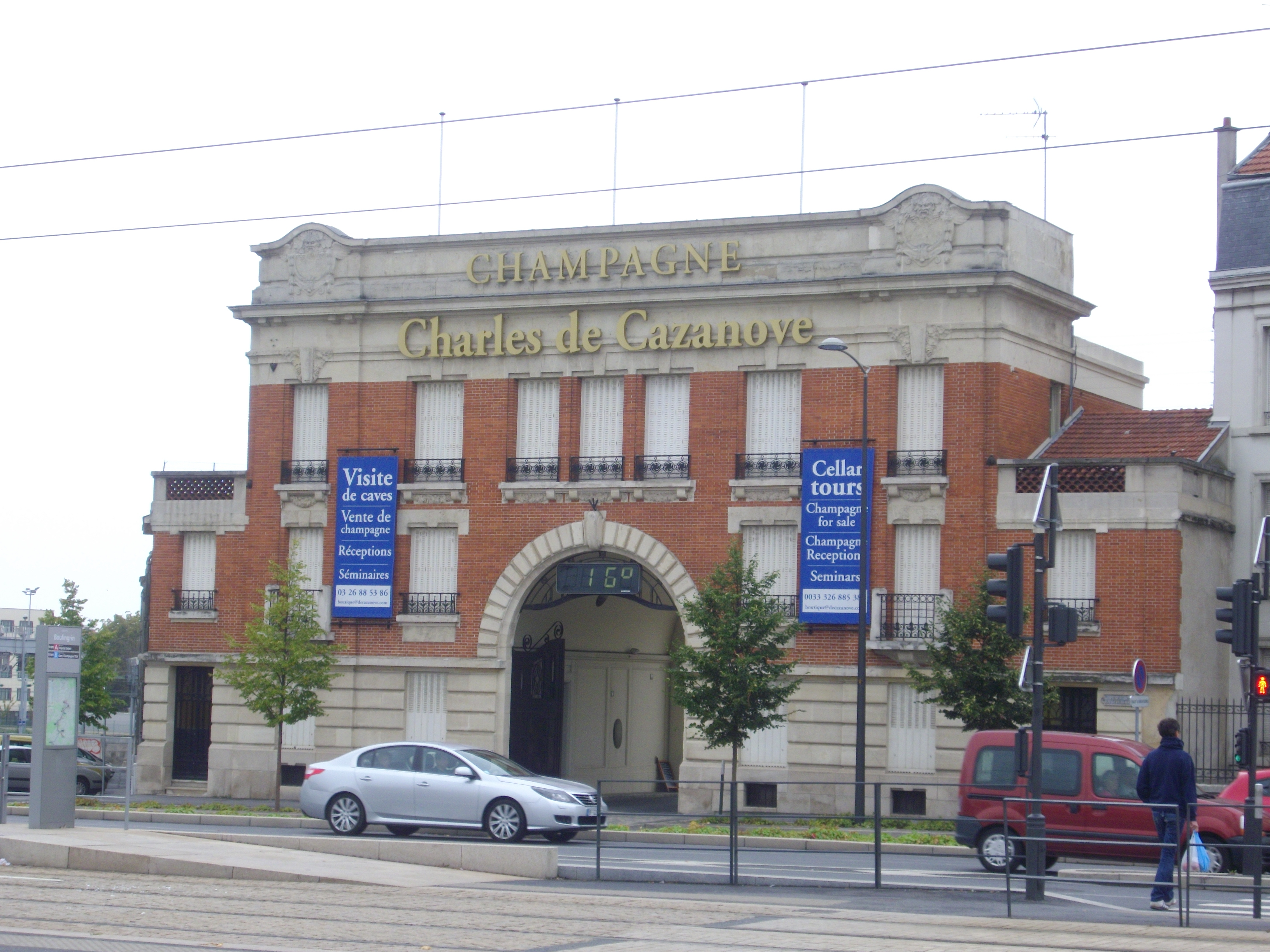
Champagne De Cazanove.
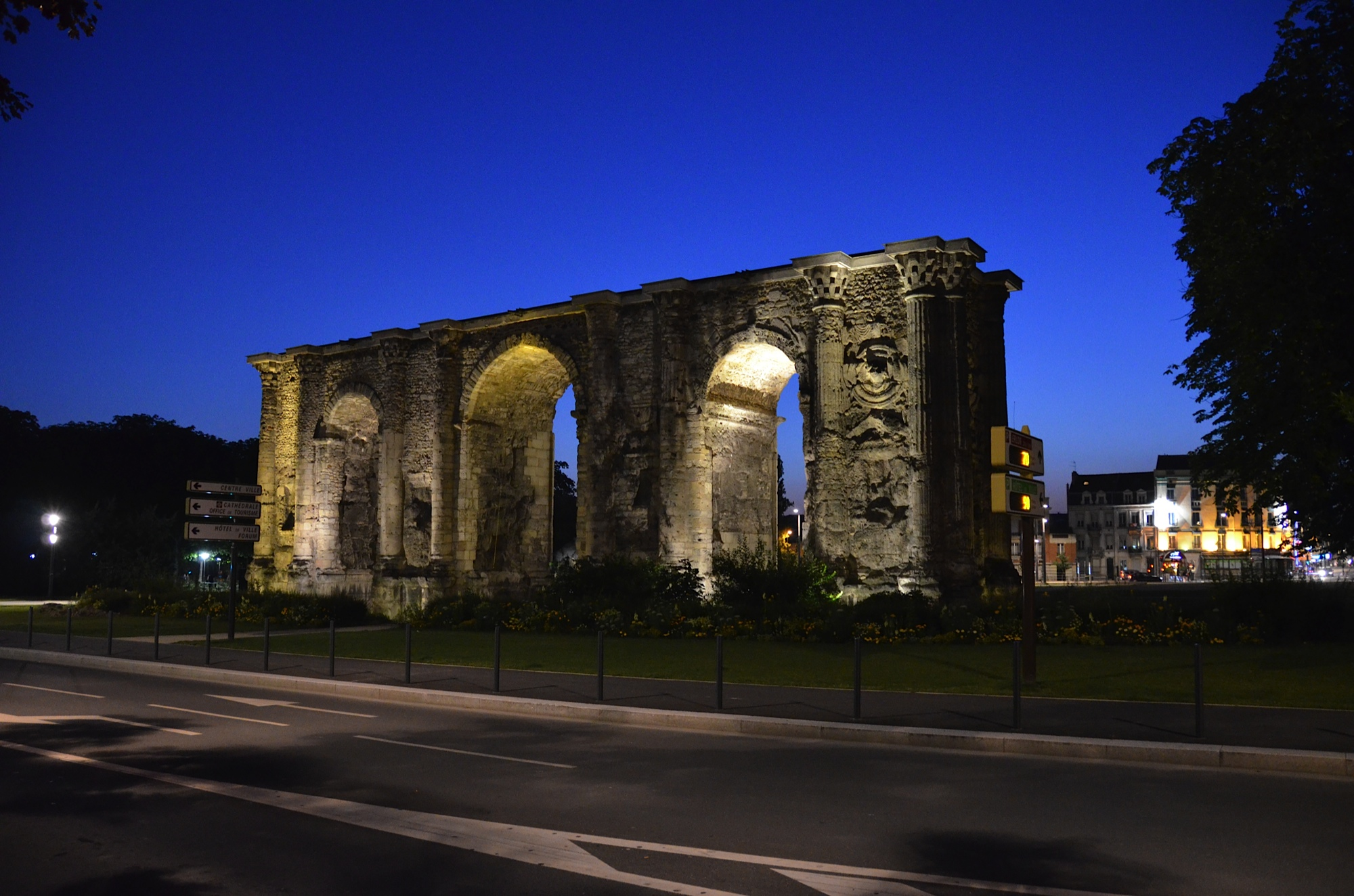
La porte Mars.
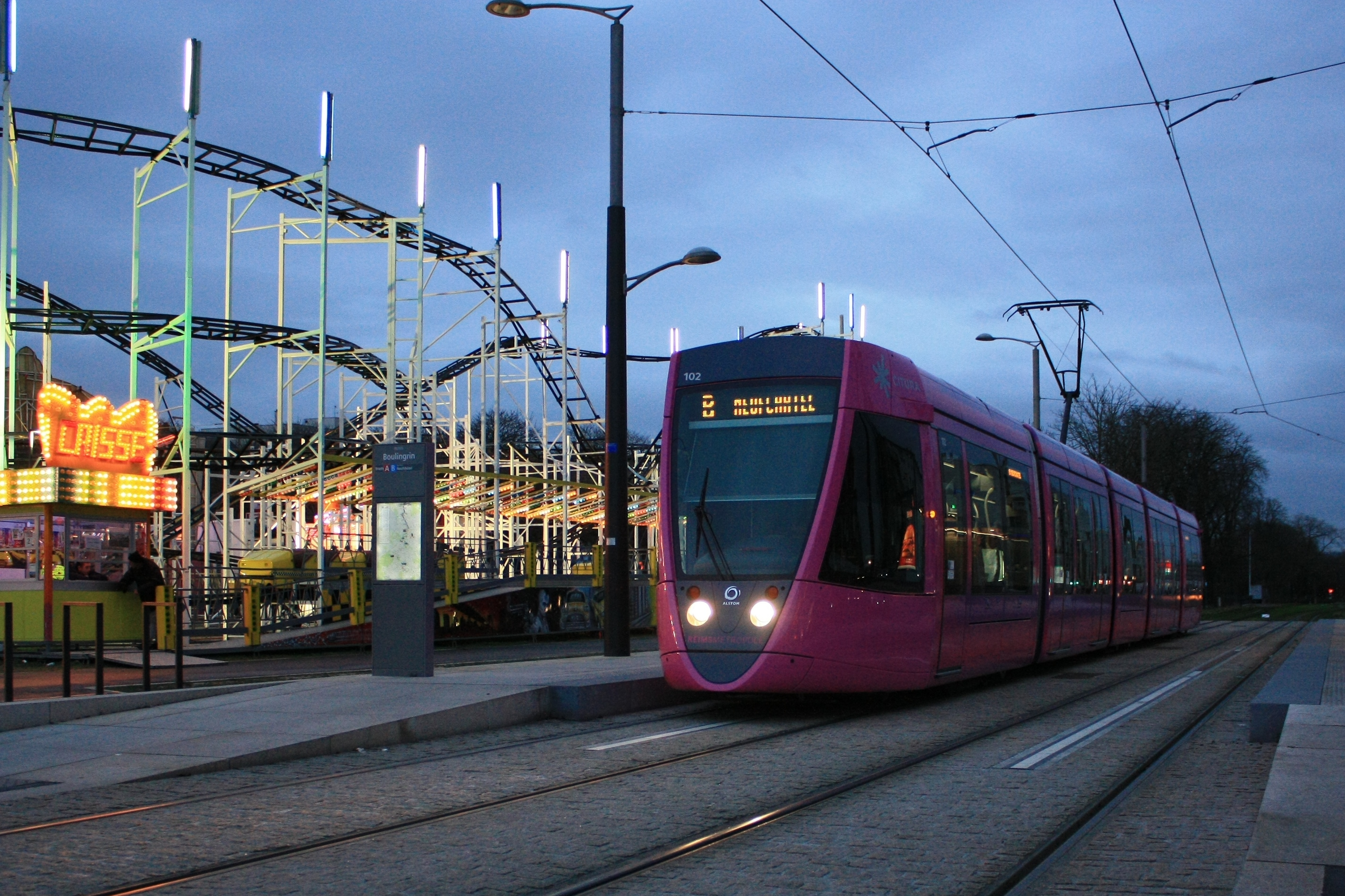
Arrêt de la CITURA lors d'une journée de fête foraine.
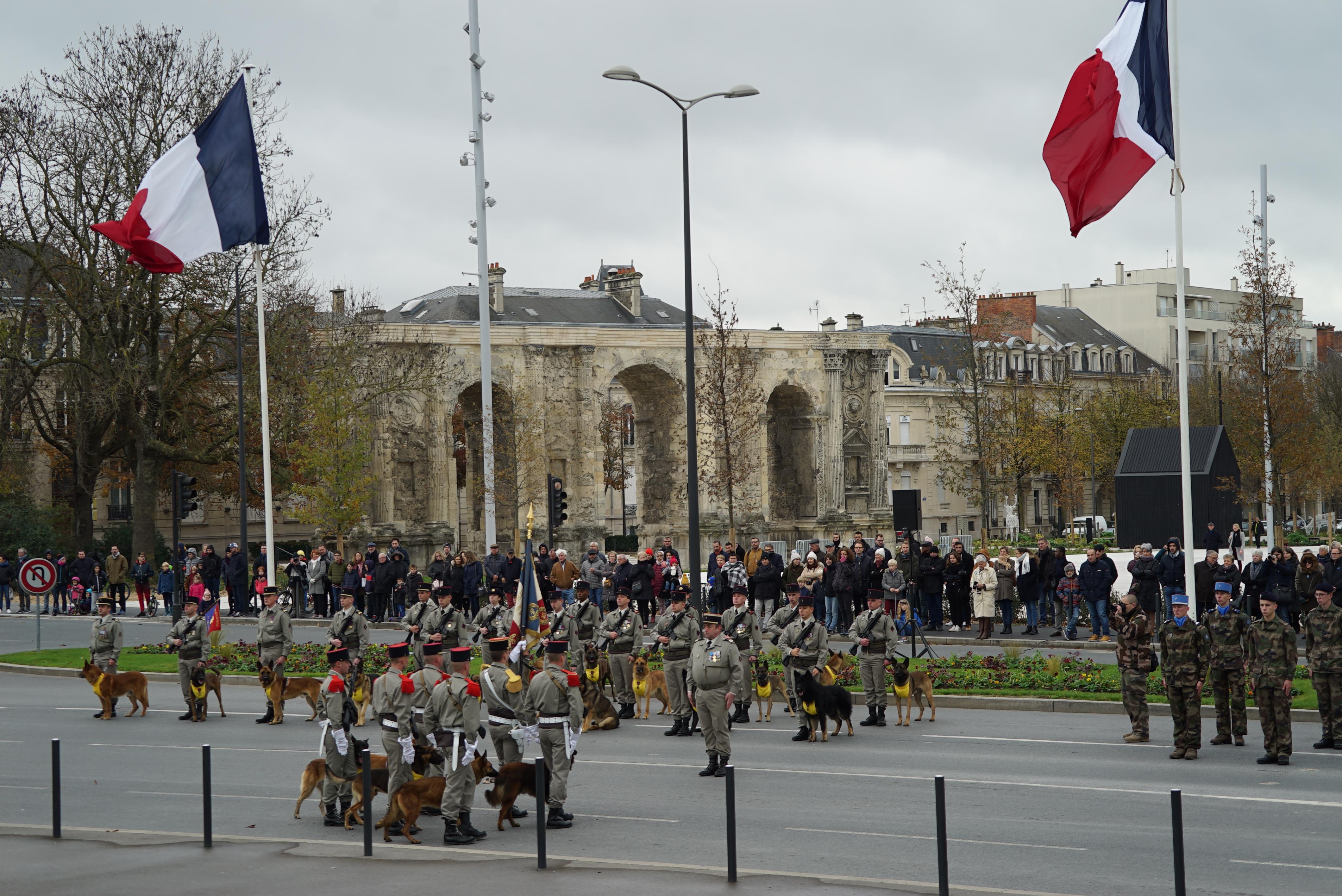
Le 11 novembre avec ses nouveaux lampadaires.

Elle est un important carrefour de la circulation rémoise et accueille des manifestations. Elle est en grande partie piétonne et desservie par le tramway de Reims. Rénovée dans le cadre des Promenades de Reims, elle est ouverte au public en novembre 2019.

## Origine du nom
Anciennement rond-point de Mars, elle change de nom en 1887, par décision prise en séance du conseil municipal. Dès 1885 la ville envisage d'imiter les autres grandes villes qui ont un boulevard, une rue ou une place de la République. Le contexte est à l'enracinement de la Troisième République.
À noter que le conseil municipal en date du 17 février 1941, sous la pression de l'occupant, rebaptise la place de la république en Place du Maréchal Pétain. La Place de la République fait son retour dès le lendemain de la libération de Reims, le 30 août 1944,.

## Historique
Elle est hors des murs du IIIe siècle, renforcés et étendus au IXe siècle, c'était un lieu qui débouchait vers la route de Laon et le Mont d'Arène qui était le cirque de Reims. Devant la l'arc de triomphe a été découvert un cimetière antique se trouvait là l'église st-Hilaire selon FLodoart. L'extension de la muraille du XIIIe siècle inclut la Porte de Mars dans la muraille. Elle bordait alors le château des archevêques de Reims et était le débouché de la Porte médiévale de Mars. Un cimetière mérovingien y a été découvert en 1992 par Ch. Poulain.
Elle a été intégrée à la ville avec l'arrivée du train, la construction des Promenades, fin XIXe siècle elle est bordée par le Cimetière du Nord puis par la construction des Halles centrales de Reims. En 1860 a été fouillée une domus avec hypocauste et une mosaïque, en 1886 sur l'ancienne place des Missions a été découvert une ancienne maison romaine qui fut reconstruite puis détruite par les invasions barbares, le monument aux morts de la Grande guerre la recouvre actuellement ; une autre domus avec hypocauste avait été découvert en haut des promenades, il subsiste une partie de sa mosaïque au musée saint-Remi.

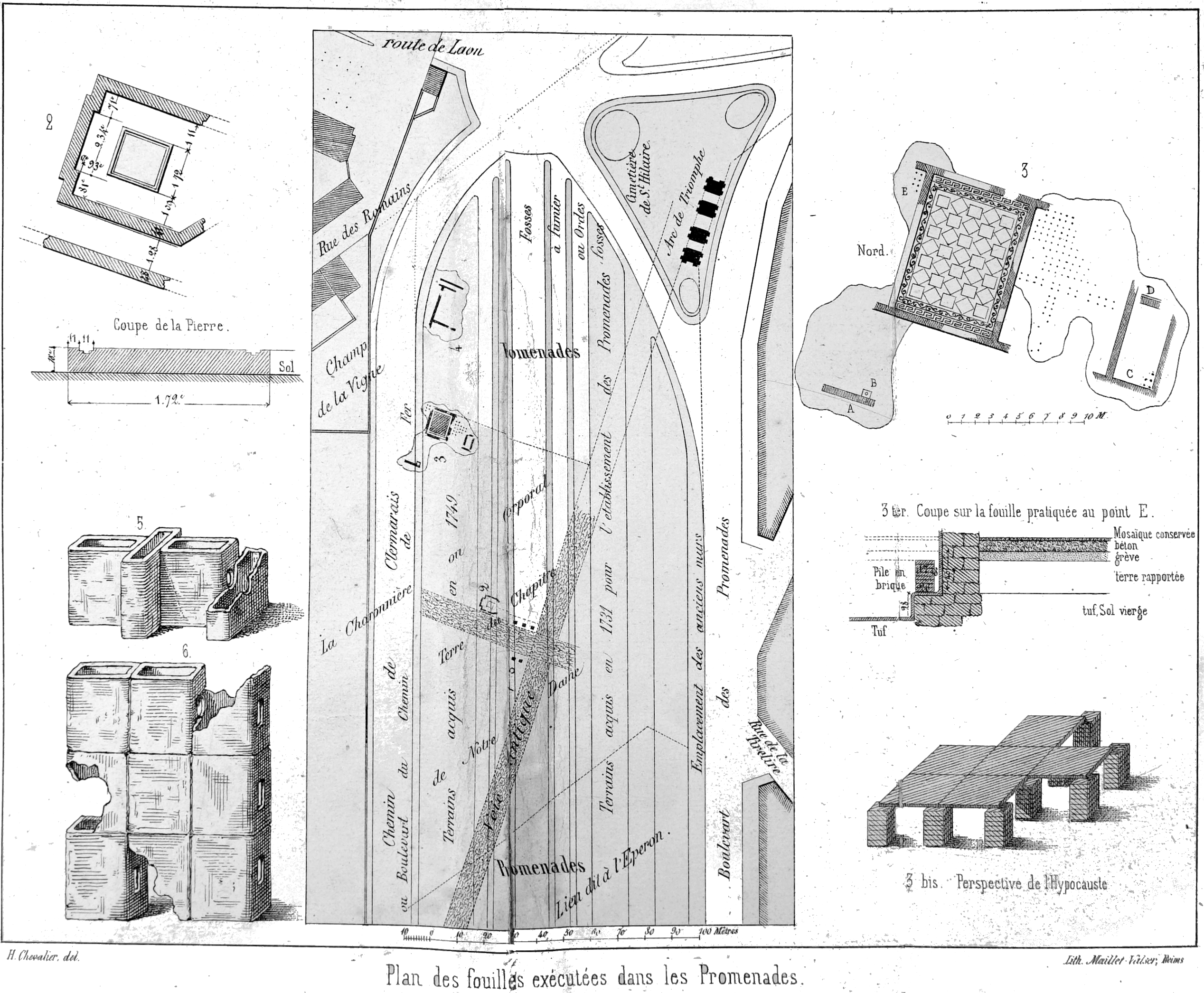
Fouilles et découverte de la
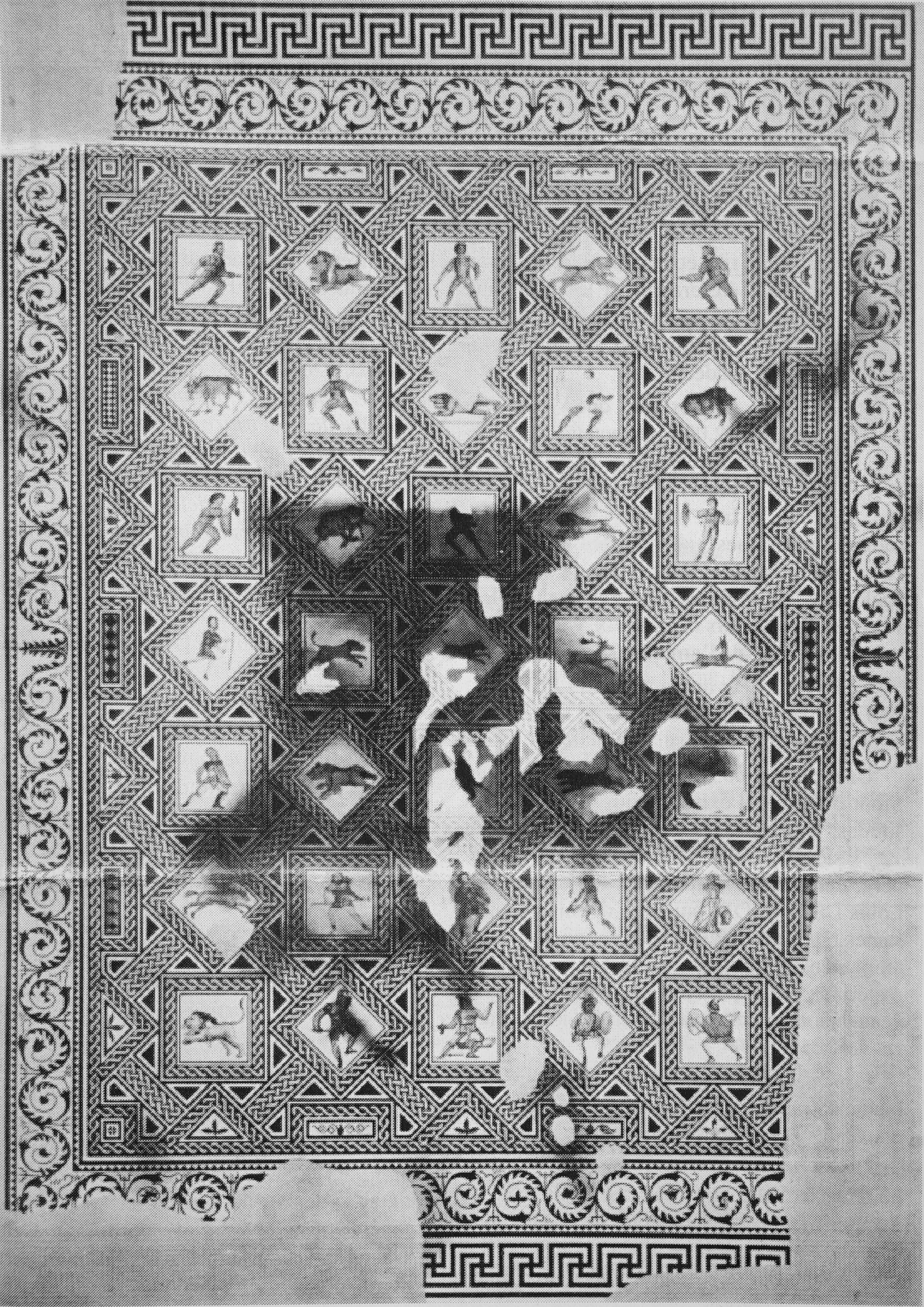
mosaïque de la domus sur la place,
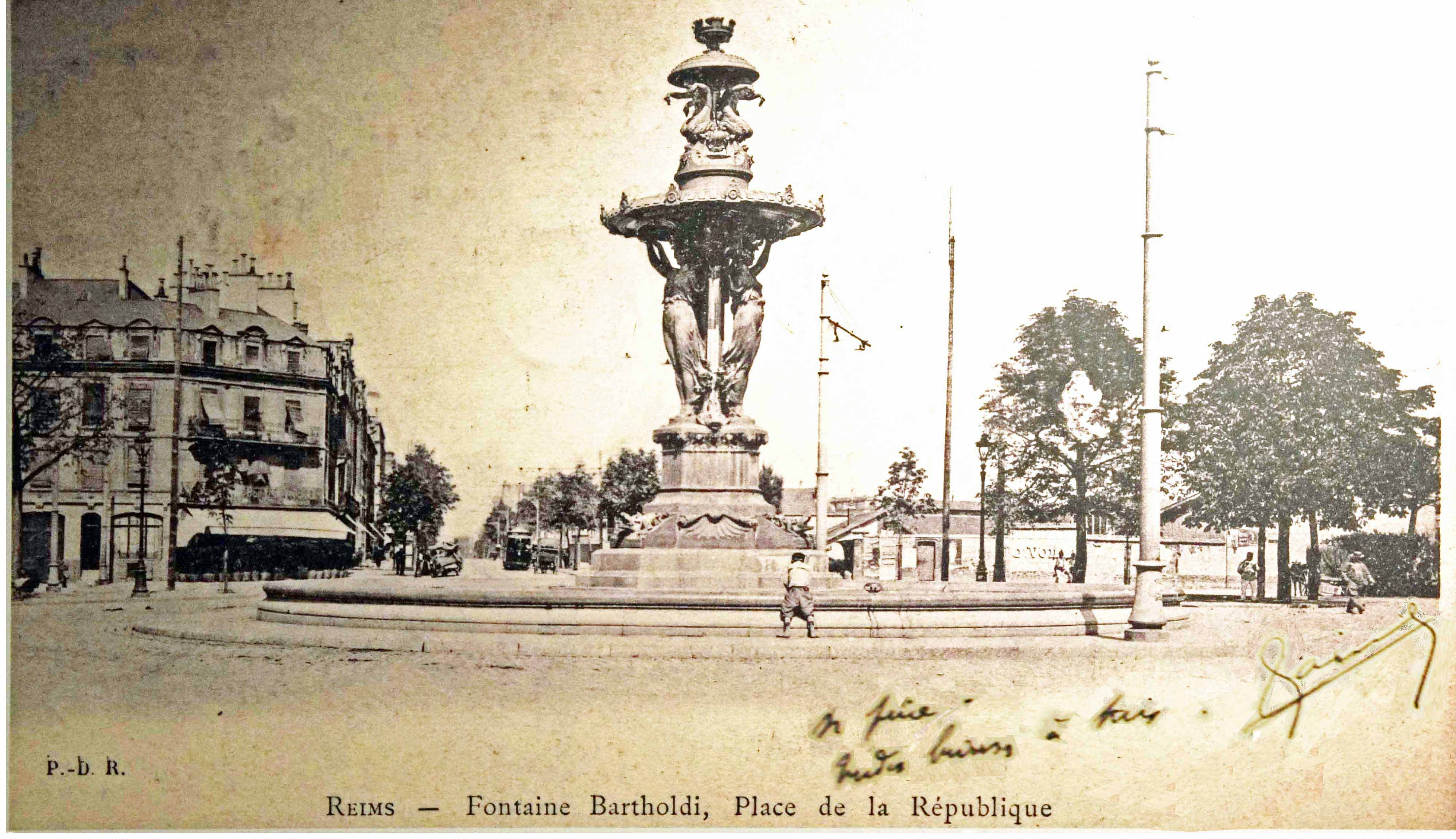
La fontaine de Bartholdi, aujourd'hui disparue sur la place.
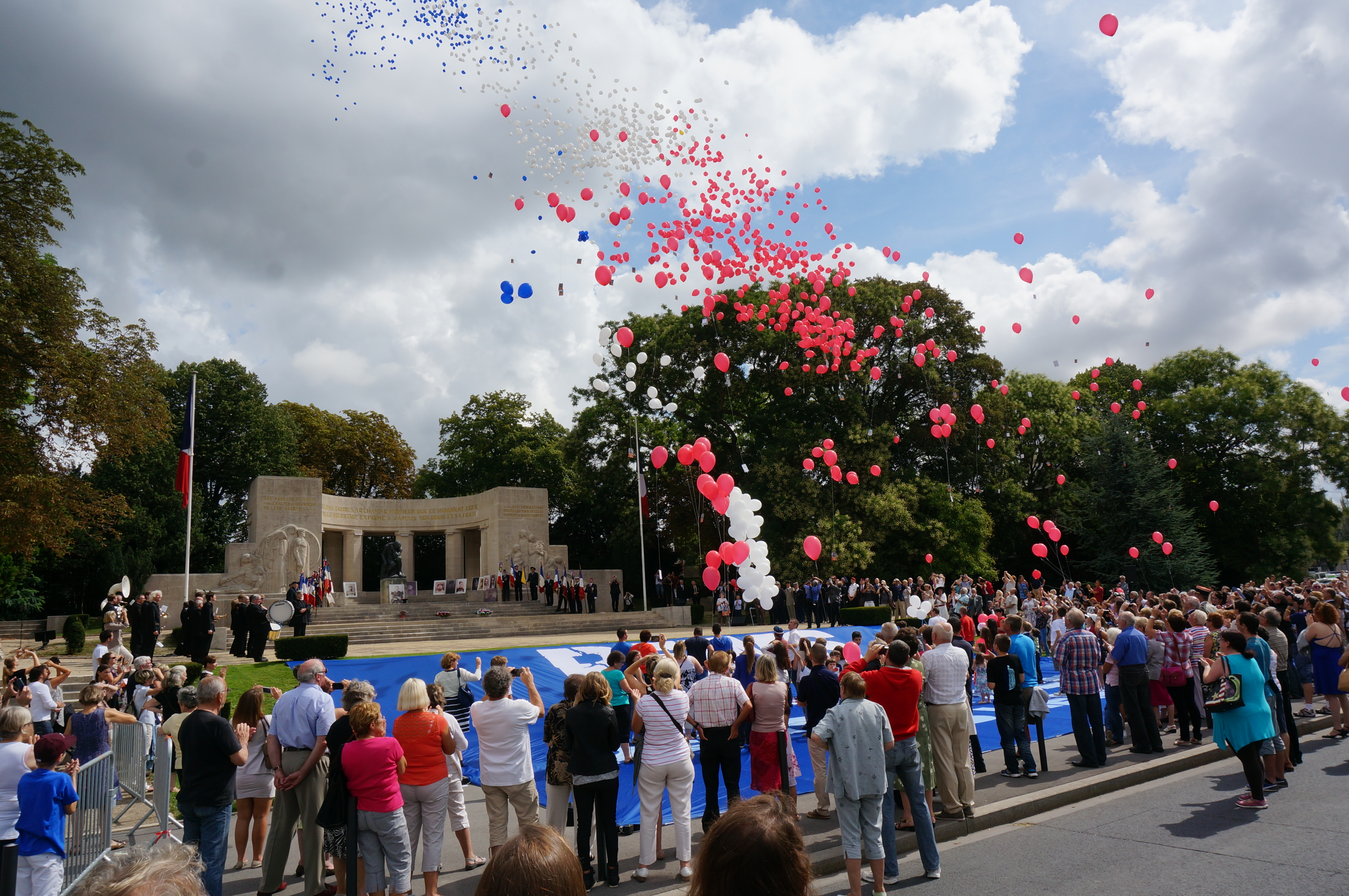
Monument aux morts de la Première Guerre mondiale.

Une fontaine construite par Bartholdi en 1885, se trouvait sur la Place.

## Bâtiments remarquables et lieux de mémoire
- La Porte de Mars,
- Monument aux morts de Reims,
- Plaque mémorielle à Paul Ier de Serbie.